# Kirjat Motzkin
Kirjat Motzkin (hebräisch קִרְיַת מוֹצְקִין Qirjat Mōtzqīn, Plene: קריית מוצקין; arabisch كريات موتسكين, DMG Kiryāt Mūtskīn) ist eine nach Leo Motzkin benannte Stadt in Israel. Sie befindet sich zwischen Haifa und Akko und bildet zusammen mit einigen anderen Städten den Ballungsraum HaKrajot.

## Geschichte
Kirjat Motzkin wurde 1934 gegründet. Der Ort erhielt 1937 einen Bahnhof an der Hauptlinie Israels. Den Status einer Stadtverwaltung erhielt es 1976.
Bei einem Selbstmord-Attentat mit einer Bombe auf das Restaurant „Wall Street“ sind am 12. August 2001 15 Menschen verletzt worden.
Die Stadt hatte 2018 42.014 Einwohner.

## Partnerstädte
- Tacoma, (USA, Washington)
- Bad Segeberg (Deutschland, Schleswig-Holstein)
- Landkreis Bad Kreuznach, (Deutschland, Rheinland-Pfalz)
- Landkreis Haßberge, (Deutschland, Bayern)
- Nyíregyháza, (Ungarn)
- Magdeburg, (Deutschland, Sachsen-Anhalt)

## Persönlichkeiten
Söhne und Töchter der Stadt
- Gonen Segev (* 1956), israelischer Politiker, Knesset-Abgeordneter, israelischer Energieminister (1995–1996)
- Eldad Regev (1980–2006), israelischer Soldat, dessen Entführung im Jahr 2006 Mitauslöser des zweiten Libanonkriegs war.
- Yuval Avidor (* 1986), Fußballspieler
- Niv Antman (* 1992), Fußballtorhüter

Mit der Stadt verbunden
- Yoram Globus (* 1941), israelischer Filmproduzent, verbrachte seine Kindheit in Kirjat Motzkin

Ehrenbürger
- Hans Schumm (1927–2007), deutscher Kommunalpolitiker